# Vicente Mut
Vicente Mut i Armengol (Palma di Maiorca, 25 ottobre 1614 – Palma di Maiorca, 27 aprile 1687) è stato un astronomo, storico, militare e ingegnere spagnolo.
Fu uno dei principali astronomi spagnoli del ‘600, strenuo propugnatore dell’osservazione e dell’esperienza. Fu in corrispondenza con i principali astronomi europei dell’epoca e fu il primo autore spagnolo a citare l’opera di Galileo. L’astronomo italiano Giovanni Riccioli gli intitolò il cratere lunare Mutus.

## Biografia
Figlio di un ufficiale di cavalleria, nel 1629 Mut entrò nella Compagnia di Gesù, ma lasciò l’ordine dopo pochi mesi. Si addottorò in giurisprudenza presso l’Estudi General de Mallorca. Entrato nella milizia maiorchina, raggiunse il grado di sergente maggiore. Combatté contro gli insorti durante la sollevazione della Catalogna. Nel 1641 fu nominato cronista generale del Regno di Maiorca e nel 1651 fu eletto deputato alle Cortes. Nel 1662 progettò l’ampliamento del Castello di San Carlos a Palma. Morì a Palma di Maiorca il 27 aprile 1687.

## Opere
Vicente Mut i Armengol è autore di una Storia del Regno di Maiorca (1650), continuazione della Historia General del Reyno Baleárico di Juan Dameto. L’opera copre il periodo dal 1311 al 1650 e comprende due capitoli specificamente dedicati al re Sancho I e a Raimondo Lullo.
Scrisse tre importanti trattati di astronomia: De sole alfonsino restituto (1649), Observationes motuum caelestium (1666) e Cometarum anni MDCLXV, Enarratio phisico-matematica (1666). Mut è stato uno dei primi astronomi a utilizzare un micrometro per determinare la dimensione angolare e la distanza tra gli oggetti osservati con un telescopio. Usò questo dispositivo fin dal 1653, prima che Christiaan Huygens ne fornisse una descrizione nel Systema Saturnium (1659).